# Mispila obscura
Mispila obscura là một loài bọ cánh cứng trong họ Cerambycidae.